# Atomspionage
Unter Atomspionage versteht man das illegale Sammeln und Weiterleiten von Informationen über die Technologie zur Herstellung einer Atombombe an die politische oder militärische Gegenseite. Die Atomspionage hatte ihren Höhepunkt im Kalten Krieg in den 1950er und 1960er Jahren und fand vor allem zwischen den USA und der Sowjetunion statt. Da die USA einigen Vorsprung hatten, versuchte die Sowjetunion, den Rückstand in ihrem Atomprogramm durch Atomspionage aufzuholen, was ihr auch recht gut gelang. Zu den Atomspionen für die Sowjetunion zählen George Koval, Ruth Werner, Theodore Alvin Hall, Harry Gold, David Greenglass, Melita Norwood, Klaus Fuchs und Oscar Seborer.
In jüngerer Zeit hat die Atomspionage wieder an Bedeutung gewonnen. Der Öffentlichkeit wurde vor allem die Weiterleitung von sensibler Atomtechnologie an sogenannte Schurkenstaaten durch den pakistanischen Ingenieur Abdul Kadir Khan bekannt, den „Vater der pakistanischen Atombombe“. Khan hat sein Wissen ebenfalls teilweise durch Spionage erworben, während er in einem niederländischen Nuklearlabor arbeitete. Im Jahr 1975 bat der US-Geheimdienst CIA die Regierung der Niederlande, gegen Khan nicht weiter wegen des Verdachts des Nukleardiebstahls zu ermitteln. Vermutlich sollte die nukleare Aufrüstung des mit den USA eng verbundenen Pakistan nicht behindert werden.